# Kobylany
Kobylany ist ein Dorf im Powiat Biała Podlaska in der polnischen Woiwodschaft Lublin und ist seit Januar 2014 Sitz der Landgemeinde Terespol. Diese hatte bis 2013 ihren Sitz im namensgebenden Terespol, das jedoch der Gemeinde nicht angehörte. Von 1975 bis 1988 gehörte die Ortschaft zur Woiwodschaft Biała Podlaska, die im Zuge einer Verwaltungsreform aufgelöst wurde. Das Dorf hat etwa 500 Einwohner. Kobylany liegt an der Bahnstrecke Warschau–Brest.

## Baudenkmale

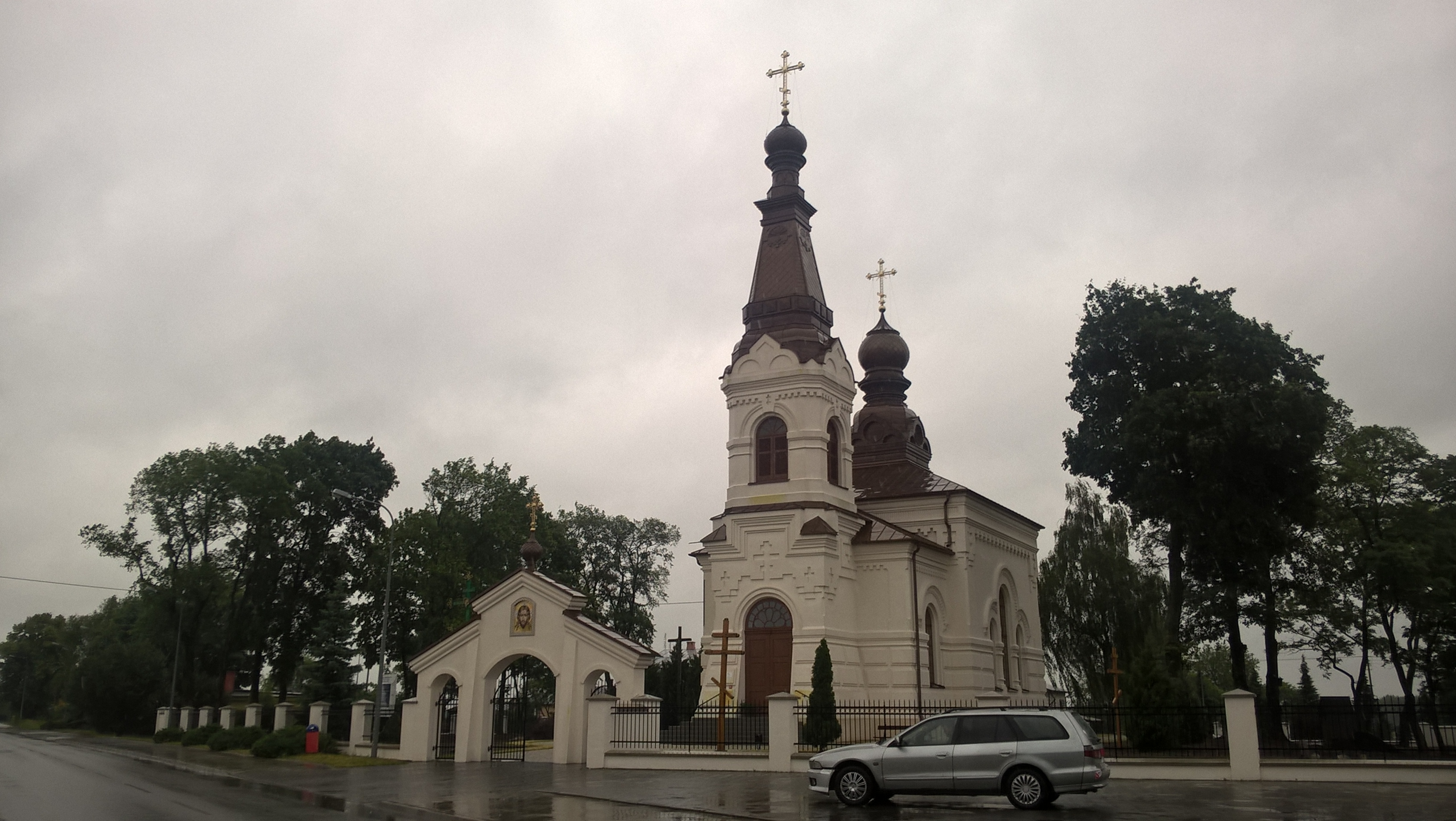
Orthodoxe Kirche św. Wawrzyńca

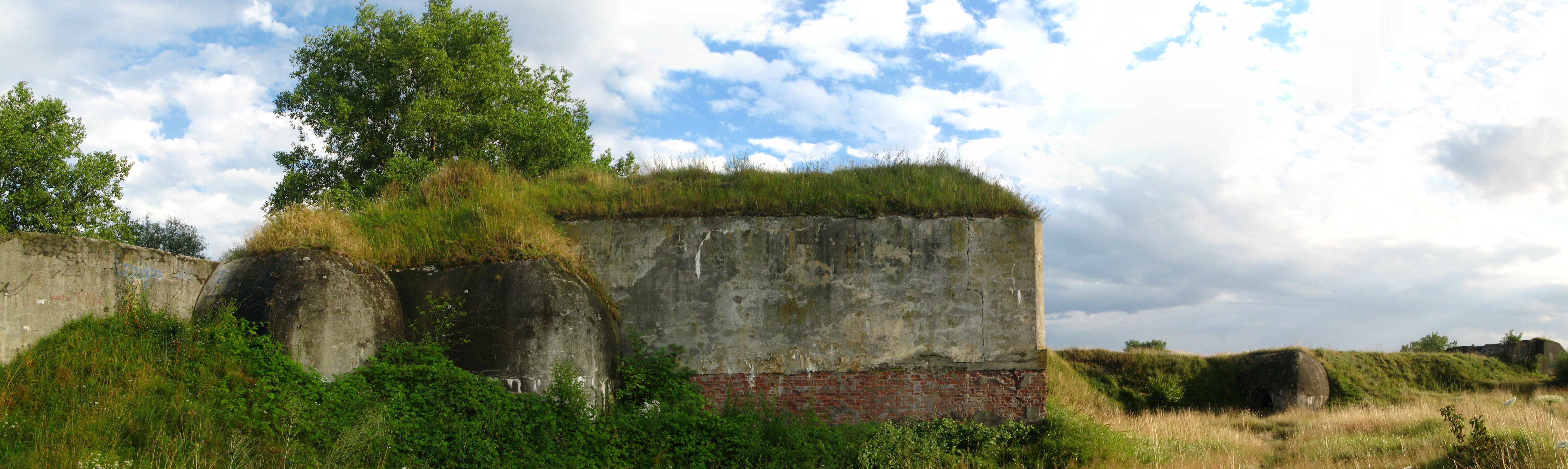
Fort Koroszczyn

- Orthodoxe Kirche Opieki Matki Bożej, Ende des 19. Jahrhunderts
- Orthodoxer und katholischer Friedhof des Dorfs
- Fort Koroszczyn, 1910 erbaut.